# Pterolophia egumensis
Pterolophia egumensis là một loài bọ cánh cứng trong họ Cerambycidae.